# Saint-Chartier

Saint-Chartier este o comună în departamentul Indre, Franța. În 1 ianuarie 2022 avea o populație de 465 de locuitori.